# Parcul Național Chitwan
Parcul Național Chitwan este primul parc național din Nepal. A fost înființat în 1973 și a primit statutul de Loc din Patrimoniului Mondial în 1984. Parcul acoperă o suprafață de 952,63 km² și este situat în zonele joase subtropicale din sudul Nepalului, în districtele Nawalpur, Parasi, Chitwan și Makwanpur. Ca altitudine, variază de la aproximativ 100  m în văile râurilor până la 815 m în Munții Sivalik.
În nordul și vestul ariei protejate, sistemul fluvial Narayani-Rapti formează o graniță naturală față de așezările umane. Adiacent la est de Parcul Național Chitwan se află Parcul Național Parsa, iar învecinat la sud se află Rezervația de Tigri Indieni Parcul Național Valmiki. Aria protejată coerentă de 2075 km² reprezintă Unitatea de Conservare a Tigrilor (TCU) Chitwan-Parsa-Valmiki, care acoperă o arie de 3549 km² de pajiști aluviale și păduri de foioase umede subtropicale.

## Faună

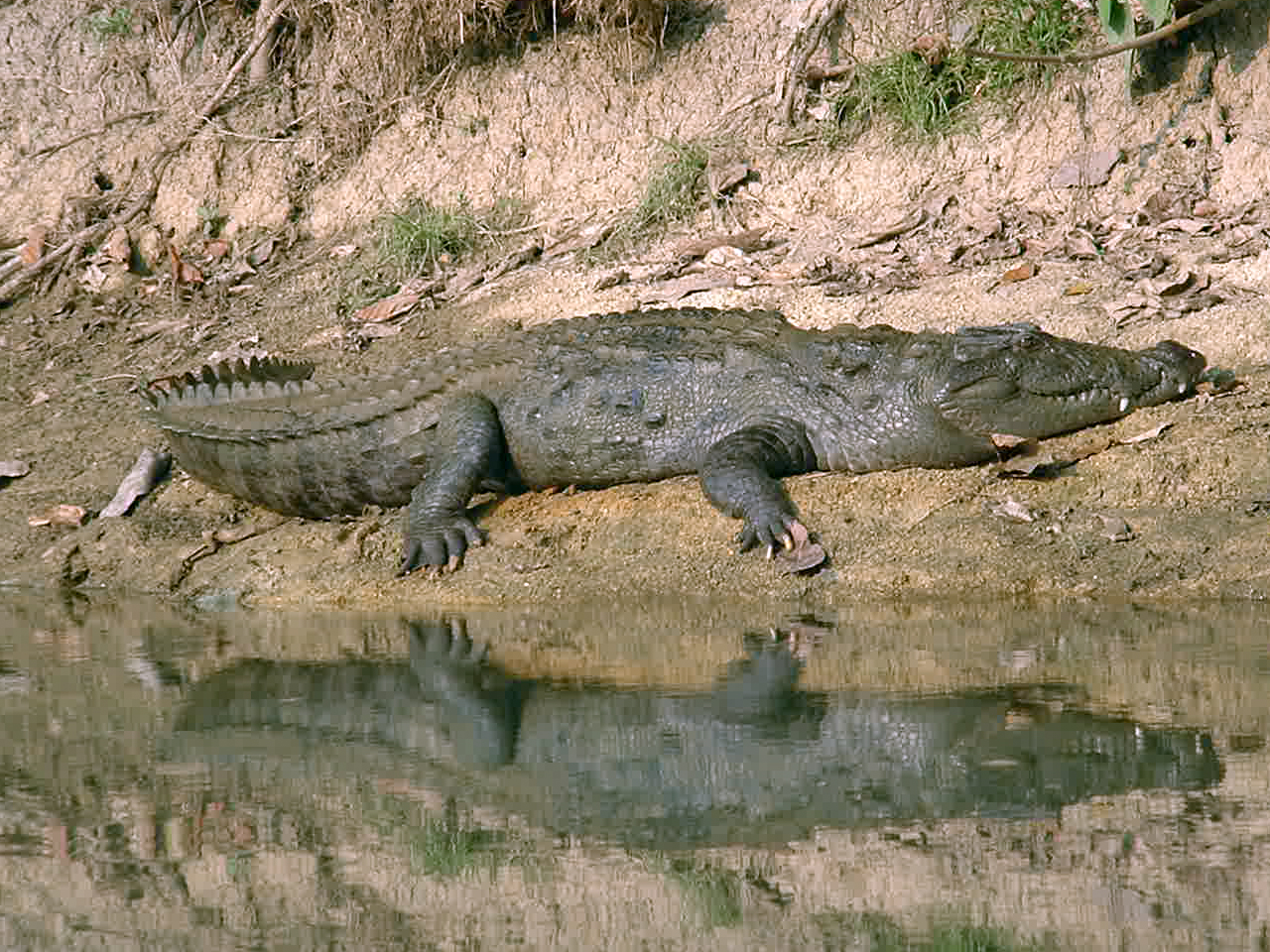
Crocodil tâlhar

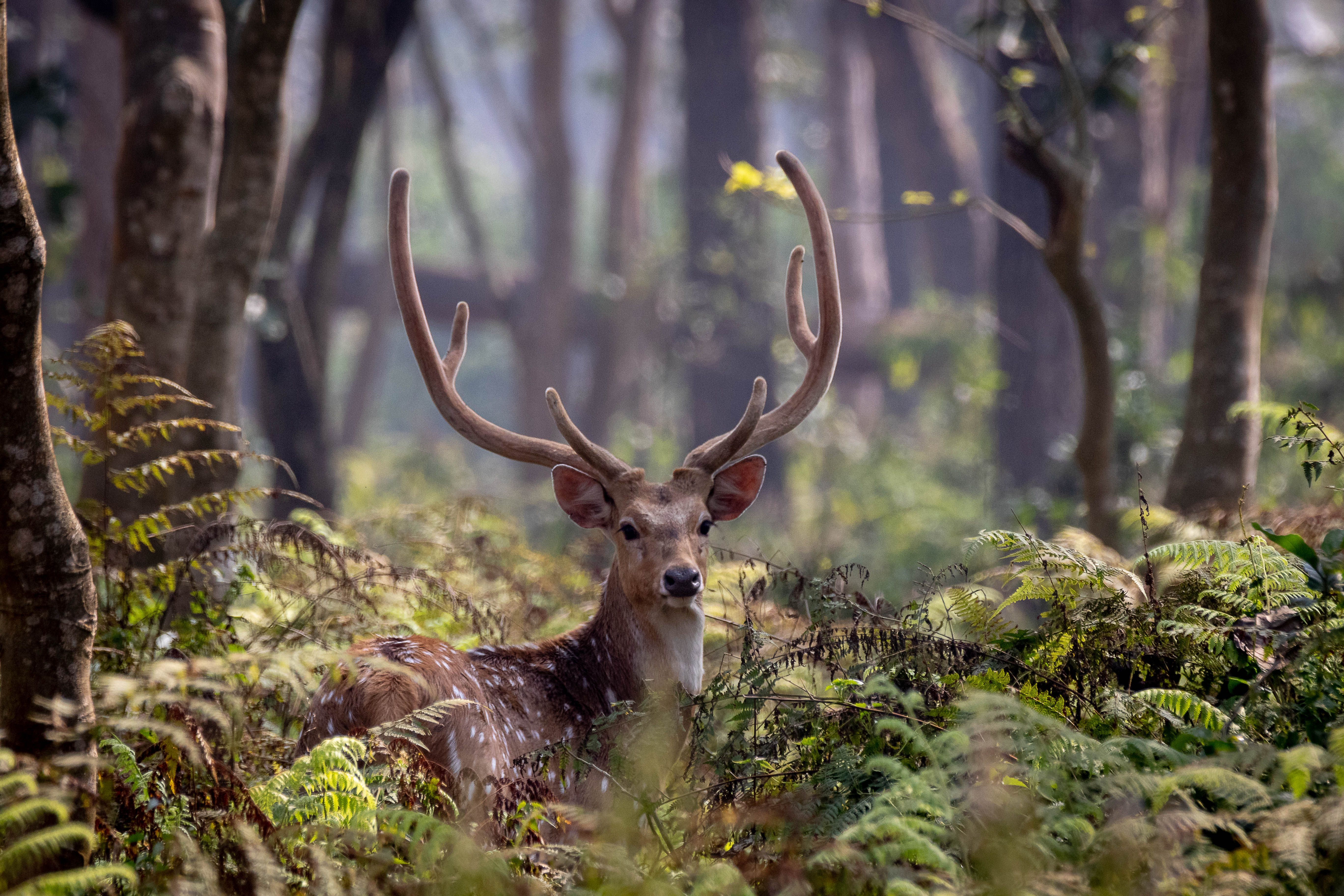
Cerb Chital

Gama largă de tipuri de vegetație din Parcul Național Chitwan găzduiește peste 700 de specii de faună sălbatică și un număr de specii de fluturi, molii și insecte care nu a fost încă cercetat complet. În afară de cobra regală și pitonul indian, apar alte 17 specii de șerpi, broaște țestoasă cu stea și varani. Sistemul fluvial Narayani-Rapti, micii lor afluenți și nenumăratele de lacuri reprezintă habitatul a 113 specii de pești și crocodili. La începutul anilor 1950, aproximativ 235 de gaviali au apărut în râul Narayani. Populația a scăzut dramatic la doar 38 de gaviali sălbatici în 2003. În fiecare an, ouăle de gavial sunt colectate de-a lungul râurilor pentru a fi clocite în centrul de reproducere al Gharial Conservation Project, unde animalele sunt crescute până la vârsta de 6-9 ani. În fiecare an, gavialii tineri sunt reintroduși în sistemul fluvial Narayani-Rapti, dintre care, din păcate, doar foarte puțini supraviețuiesc.

### Mamifere
Parcul Național Chitwan găzduiește 68 de specii de mamifere. „Regele junglei” este tigrul bengalez. Habitatul aluvionar al luncii Terai este unul dintre cele mai bune habitate din lume pentru tigri. De la înființarea Parcului Național Chitwan, populația inițial mică de aproximativ 25 de exemplare a crescut la 70-110 în 1980. În câțiva ani, această populație a scăzut din cauza braconajului și a inundațiilor. Într-un studiu pe termen lung efectuat între 1995 și 2002, cercetătorii au identificat o abundență relativă de 82 de tigri reproducători și o densitate de 6 femele la 100 de kilometri pătrați. Informațiile obținute cu ajutorul camerelor foto ascunse în 2010 și 2011 au indicat că densitatea tigrilor a variat între 4,44 și 6,35 indivizi la 100 de kilometri pătrați. Tigrii și-au modificat tiparele de activitate temporală pentru a fi mult mai puțin activi în timpul zilei, atunci când activitatea umană este mai intensă.
Leoparzii indieni sunt mai răspândiți la periferiile parcului. Ei coexistă cu tigrii, dar subordonarea socială față de tigri le separă habitatul. În 1988, un leopard de copac (Neofelis nebulosa) a fost capturat în afara ariei protejate și, după ce i-a fost montat un guler radio, a fost eliberat în parc, dar nu a rămas acolo.
Se consideră că Chitwan conține cea mai mare densitate a populației de urși buzați, cu aproximativ 200 până la 250 de indivizi. Vidrele cu blană netedă locuiesc în numeroasele pâraie, iar vulpea bengaleză, linsangul pătat și bursucii de miere cutreieră jungla în căutarea hranei. Hienele dungate predomină pe versanții sudici ai Dealurilor Churia. În timpul unui sondaj folosind camere foto în 2011, câini sălbatici au fost înregistrați în părțile de sud și de vest ale parcului, alături de șacali aurii, pisici raton, pisici de stuf, pisici leopard, civete indiene mari și mici, civete de palmier, manguste și jderi cu gât galben.
Din 1973, populația de rinoceri indieni s-a recuperat bine și a crescut la 544 de animale la începutul secolului. Pentru a asigura supraviețuirea speciilor pe cale de dispariție în caz de epidemii, animalele sunt transferate anual din Chitwan în Parcul Național Bardia și Parcul Național Shuklaphanta începând cu 1986. Cu toate acestea, populația a fost pusă în pericol în mod repetat de braconaj: doar în 2002, braconierii au ucis 37 de indivizi pentru a tăia și vinde cornul valoros. Chitwan are cea mai mare populație de rinoceri indieni din Nepal, estimată la 605 din 645 de indivizi în total în țară în 2015. Gaurii petrec cea mai mare parte a anului în dealurile Churia, mai puțin accesibile, din sudul parcului național. Dar când focurile de tufiș se sting primăvara și iarba luxuriantă începe să crească din nou, aceștia coboară în pășuni și pădurile de luncă pentru a pășuna. Populația din Chitwan a celei mai mari specii de vite sălbatice din lume a crescut de la 188 la 368 de animale în anii 1997 până în 2016. Mai mult, 112 animale au fost numărate în rezervația adiacentă Parsa Wildlife. Animalele se deplasează liber între aceste parcuri. În afară de numeroși mistreți, în parc locuiesc și căprioare sambar, muntjac roșu, căprioare porc și turme de chital. Antilopele cu patru coarne locuiesc predominant pe dealuri. Animale precum maimuțe rhesus, languri cenușii, pangolini indieni, porci-spinoși indieni, mai multe specii de veverițe zburătoare, iepuri cu gât negru și iepuri zbârliți, care sunt pe cale de dispariție, sunt de asemenea prezente.

### Păsări
În fiecare an, observatorii de păsări dedicați și conservaționiștii cercetează speciile de păsări care apar în toată țara. În 2006, au înregistrat 543 de specii în Parcul Național Chitwan, mult mai mult decât în orice altă zonă protejată din Nepal și aproximativ două treimi din speciile amenințate la nivel global din Nepal. În plus, în primăvara anului 2008 au fost văzute 20 de indivizi Yuhina nigrimenta⁠(d), o pereche de Aethopyga gouldiae⁠(d), o pereche de Psittacula roseata și o Lewinia striata⁠(d), un vizitator neobișnuit de iarnă.